# Schmalfelder Königsbrücke

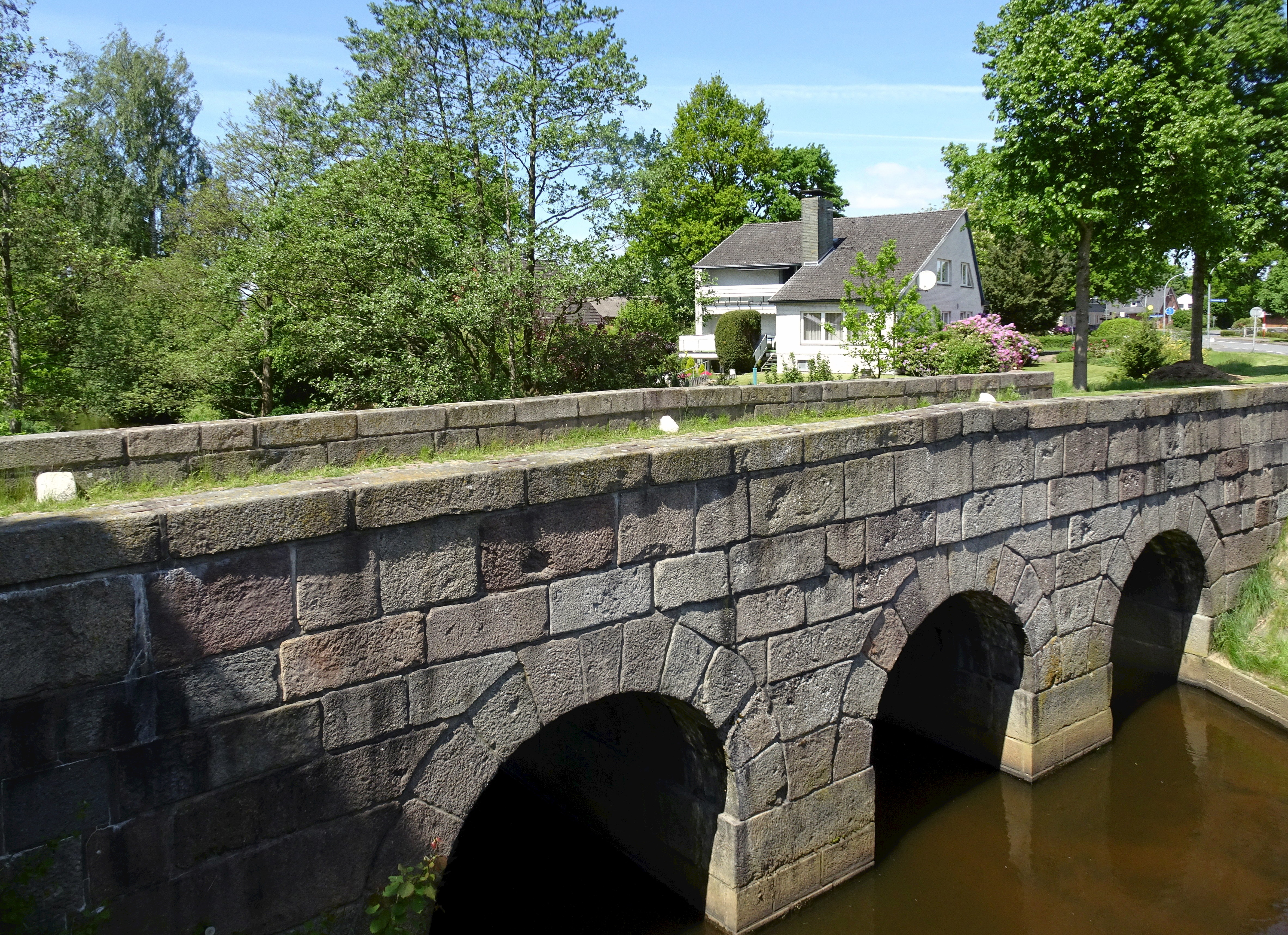
Ostseite der Schmalfelder Königsbrücke

Die Schmalfelder Königsbrücke ist eine historische Bogenbrücke, die über die Schmalfelder Au in Schmalfeld im Kreis Segeberg in Schleswig-Holstein führt.
Die aus Quadern bestehende Brücke wurde 1785 erbaut und tat bis 1983 ihren Dienst. Sie ist möglicherweise die älteste erhaltene große Steinbrücke in Schleswig-Holstein. Sie ist ein in der Denkmalliste des Landes Schleswig-Holstein eingetragenes Kulturdenkmal und auf dem Schmalfelder Wappen dargestellt.

## Name
Der Name „Königsbrücke“ geht auf den dänischen König  Christian VII. zurück, der zur Zeit des Brückenbaus Herzog von Schleswig und Holstein war. Der Tradition nach soll er an den Rand der Bauabrechnung (wegen der hohen Kosten von 1771 Mark) geschrieben haben: „Die Brücke wurde wohl aus Gold gebaut.“
Eine andere Variante berichtet, dass Christian VII. auf einer Reise nach Hamburg die Brücke näher in Augenschein genommen haben soll und schließlich meinte: „Die besteht ja doch nur aus Stein, und ich hatte gedacht, sie wäre aus Gold (Silber) erbaut.“

## Geschichte

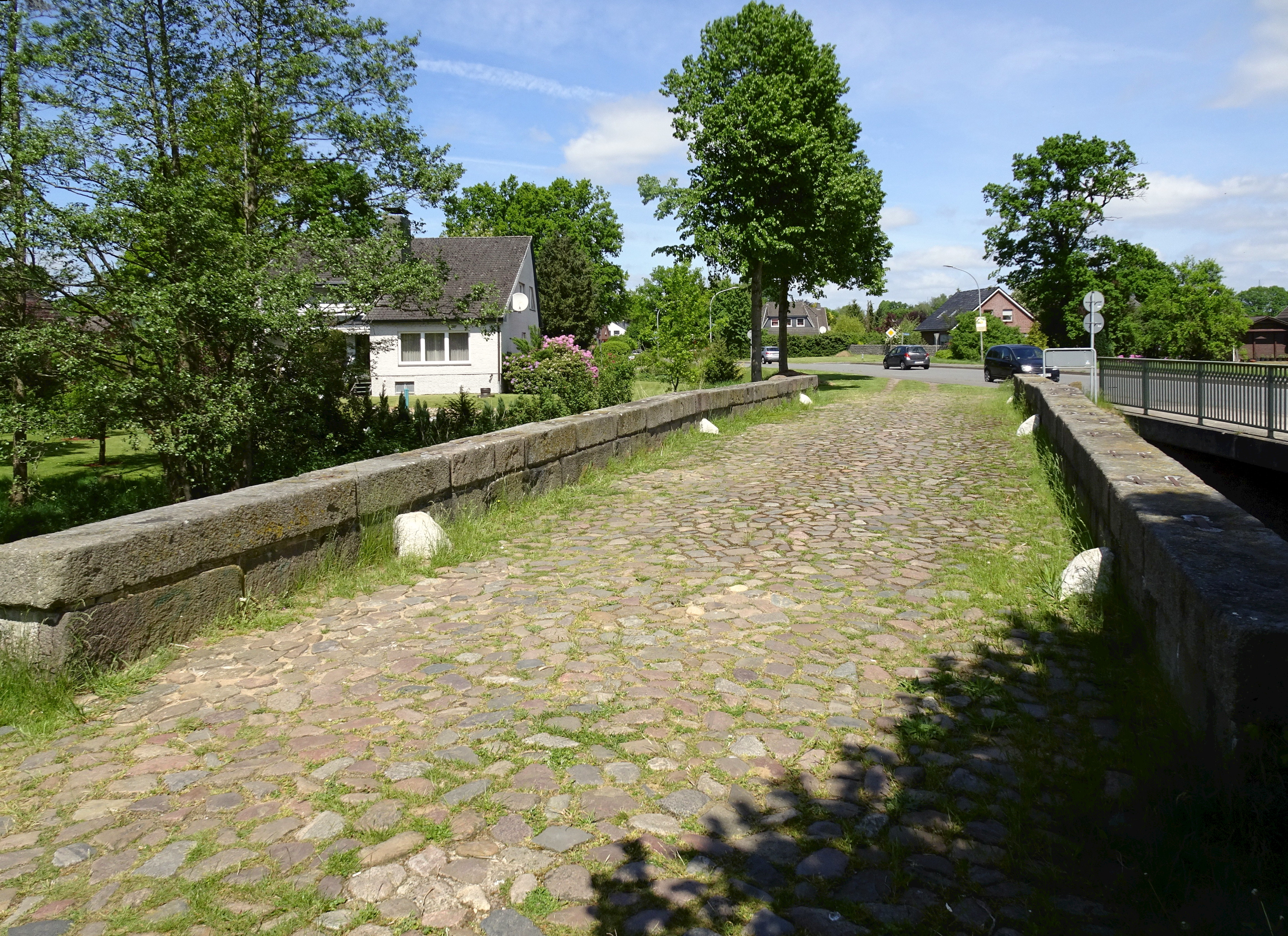
Fahrbahn der Schmalfelder Königsbrücke, rechts die neue Brücke von 1983

Die Querung der Schmalfelder Au war ursprünglich eine Furt, ungefähr 50 m flussabwärts der heutigen Brücke. Hier verlief eine der wichtigen Nord-Süd-Verbindungen und eine Nebenstrecke des Ochsenwegs. Eine Holzbrücke wurde erstmals 1703 schriftlich erwähnt. Diese wurde 1785 durch die heutige Steinbogenbrücke ersetzt. 
Das Bauwerk besteht aus behauenen Granitquadern. In drei Bögen überspannt die 21 m lange Brücke die Schmalfelder Au. Sie ist 5,5 m breit (davon Fahrbahn 4,66 m) und wird seitlich von einer niedrigen Steinmauer begrenzt. Der Straßenbelag auf der Brücke besteht aus Kopfsteinpflaster. Die Gründung besteht aus 136 Buchenpfählen, vier Meter lang und mit einem Durchmesser von 25 cm. Zum Bau wurde die ansässige Bevölkerung herangezogen, die unentgeltlich arbeitete. 
Ohne größere Reparaturen tat die Königsbrücke fast 200 Jahre lang bis 1983 ihren Dienst. Seitdem wird der Verkehr der Landesstraße L 234 über eine neue Stahlbetonbrücke, östlich der alten, geführt. Die alte Brücke wurde unter Denkmalschutz gestellt und von 1985 bis 1987 aufwändig restauriert. Sie darf nur von Fußgängern und Fahrradfahrern genutzt werden.